# Paracoccus niuensis
Paracoccus niuensis är en insektsart som beskrevs av Williams och Watson 1988. Paracoccus niuensis ingår i släktet Paracoccus och familjen ullsköldlöss.
Artens utbredningsområde är Niue. Inga underarter finns listade i Catalogue of Life.